# ده ناي (بزنجان)
ده ناي (بالفارسية: ده نای) هي قرية تقع في إيران في قسم بزنجان الريفي. يقدر عدد سكانها بـ 0 نسمة بحسب إحصاء 2016.